# Dermatolitheae
Dermatolitheae, tribus crvenih algi, dio potporodice Lithophylloideae. Sastoji se od tri roda s desetak vrsta
Tribus je opisan 1972. godine

## Rodovi
1. Goniolithon Foslie
2. Tenarea Bory
3. Titanoderma Nägeli